# Bulbophyllum plumula
Bulbophyllum plumula là một loài phong lan thuộc chi Bulbophyllum.